# Stomp

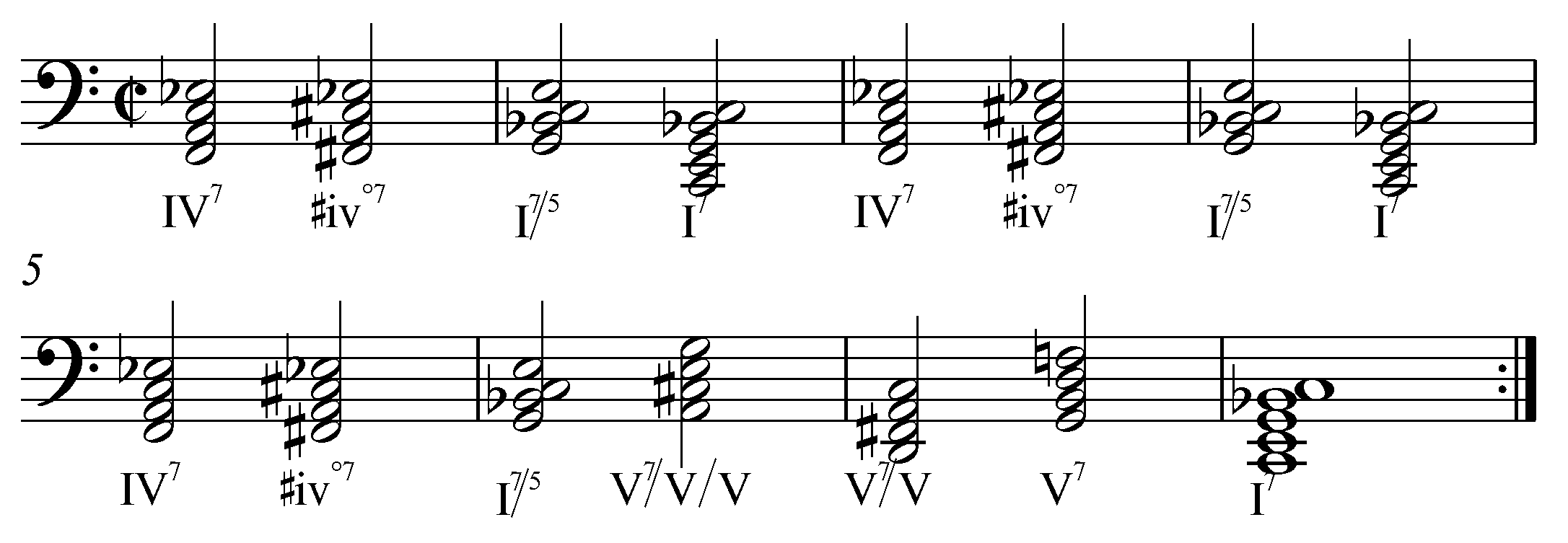
Acordes de un Stomp

Stomp es un tipo de tema musical, con ritmo rápido, cuyo compás se acentúa golpeando el suelo con el pie. Fue muy popular en el jazz tradicional y en la época del Swing.
El uso en este tipo de composiciones de una progresión de ocho compases prototípìca, hizo que dicha progresión se conociera igualmente como "stomp progression". La progresión está basada en el último coro de la versión original para piano del tema "King Porter Stomp", donde los acordes para los últimos 10 compases son:
```
Gb    /    Gdim /     | Db7/Ab / Db7 / | Gb   /   Gdim /     | Db7/Ab /   Db7  /  | Gb7 / Gdim / |
Db/Ab Adim Bbm  Db/Ab | Gdim   / Gb  / | Db/F Bbm Adim Db/Ab | Gdim   Gb6 Db/F Ab | Db9 / /    / ǁ
```

Son numerosos los temas de jazz que incorporan referencias a esta forma "stomp" de llevar el ritmo, siendo los más conocidos de ellos Stompin' at the Savoy, que popularizó Benny Goodman, el ya citado King Porter Stomp, de Jelly Roll Morton, y el tema del violinista Erskine Tate, Stomp Off, Let's Go!, aunque hay muchos otros.
De esta expresión, deriva el término Stomp off, que significa golpear el suelo antes de iniciar un tema, para dar el tempo adecuado.